# Loxostigma griffithii
Loxostigma griffithii är en tvåhjärtbladig växtart som först beskrevs av Robert Wight, och fick sitt nu gällande namn av Charles Baron Clarke. Loxostigma griffithii ingår i släktet Loxostigma och familjen Gesneriaceae. Inga underarter finns listade i Catalogue of Life.